# نظام ساعات العمل 996
نظام ساعات العمل 996 هو جدول عمل تتبعه بعض الشركات في جمهورية الصين الشعبية حيث يستمد اسمه من أن يعمل الموظفون من الساعة 9:00 صباحًا حتى 9:00 مساءً خلال 6 أيام في الأسبوع أي 72 ساعة في الأسبوع. اعتمدت عدد من شركات الإنترنت الصينية هذا النظام كجدول نظام رسمي للعمل.

## وصلات خارجية
- 72 ساعة أسبوعياً.. معاناة عمال الصين مع نظام لا يرحم على موقع قناة الحرة